# Конвой №7144
Конвой № 7144 — японський конвой часів Другої світової війни, проведення якого відбувалось у серпні 1943.
Вихідним пунктом конвою був атол Трук у центральній частині Каролінських островів, де до лютого 1944-го були головна база японського ВМФ у Океанії та транспортний хаб, що забезпечував постачання Рабаула (головна передова база в архіпелазі Бісмарка, з якої провадились операції на Соломонових островах та сході Нової Гвінеї) та Східної Мікронезії. Пунктом призначення став інший важливий транспортний хаб Палау на заході Каролінських островів, через який, зокрема, міг відбуватись зв'язок із нафтовидобувними регіонами Індонезії.
До складу конвою увійшли танкери «Кеньо-Мару» (Kenyo Maru), «Хокуан-Мару», «Сінсу-Мару» (Shinshu Maru) та «Теннан-Мару», тоді як охорону забезпечував есмінець «Таманамі».
Загін вийшов із бази 14 серпня 1943-го. На підходах до Труку та Паалу традиційно діяли американські підводні човни, втім, цього разу перехід пройшов без інцидентів і 19 серпня конвой № 7144 успішно прибув на Палау.
Можливо також відзначити, що невдовзі всі чотири танкери вирушать до нафтовидобувного регіону Борнео у складі конвою № 2508.